# Heroica Ciudad de Calpulalpan
Calpulalpan ( kalpuˈlalpan) oficialmente como Heroica Ciudad de Calpulalpan, es una ciudad mexicana, cabecera y principal centro urbano del municipio de Calpulalpan, ubicada al poniente del estado de Tlaxcala. Con 33 263 habitantes en 2010 según el censo de población y vivienda realizado por el Instituto Nacional de Estadística y Geografía (INEGI), es la sexta ciudad más poblada del estado. Tiene una población estimada de 37 752 habitantes para 2017, según el Consejo Nacional de Población (CONAPO).
Calpulalpan fue un poblado indígena y lugar de paso para los comerciantes pochtecas que se dirigían a la gran Tenochtitlán. En la época prehispánica perteneció al reino de Texcoco. Previo a la conquista de México la ciudad era llamada Calpollalpan, nombre que deriva de la lengua náhuatl. En 1560, los españoles edificaron los conventos de San Simón y San Judas.
En 1608, se consolidó como villa hispana con el nombre de San Antonio Calpulalpan, en 1937, fue elevada a la categoría de ciudad por el decreto número 13 del 21 de mayo de 1937, para el 16 de octubre de 2015 es renombrada por el decreto número 142 recibiendo el título de Heroica, proclamándose así como «Heroica Ciudad de Calpulalpan» como reconocimiento a las acciones emprendidas en su territorio, en la batalla del 10 de abril de 1867 contra el ejército francés.
El 3 de enero de 1863 durante la Intervención Francesa, la secretaría de Gobernación Federal mando una orden al gobernador del distrito federal para que el municipio de Capulalpan se incorporara al distrito de Tlaxcala perteneciente al distrito de Texcoco mandato que fue ejecutado con la condición de su reincorporación una vez terminada la guerra.
Calpulalpan no fue reintegrada por lo que el 14 de octubre de 1870, el gobierno del estado de México solicitó su reincorporación, lo cual llevó a una serie de negociaciones por las cuales el 29 de julio de 1871 el gobierno estatal mexiquense cede el territorio de Calpulapan al estado de Tlaxcala. El congreso de Tlaxcala fijó esa fecha como fiesta estatal conmemorando la anexión de Calpulalpan, en 2016 fue celebrado el 142 aniversario de este hecho, declarando capital del Estado por único día a la ciudad.
La ciudad se encuentra en la zona centro del municipio de Calpulalpan, en la región económica Poniente-Calpulalpan designada por el consejo económico y social del estado de Tlaxcala, y en la región geográfica de los Llanos de Apan y Pie Grande. Está a solo 61 km de Tlaxcala de Xicohténcatl, a 99 km de la ciudad de Puebla y a 70 km de la Ciudad de México.

## Toponimia
El término Calpulalpan proviene del náhuatl, derivado de la palabra «Calpollalpan», interpretado como «En las casas» o «En las casonas». Procede de los vocablos cal, contracción de calli, que quiere decir "casa", o de calpol, que significa "casona", y de pan, que se traduce como "sobre" o "en".

## Historia

### Época prehispánica

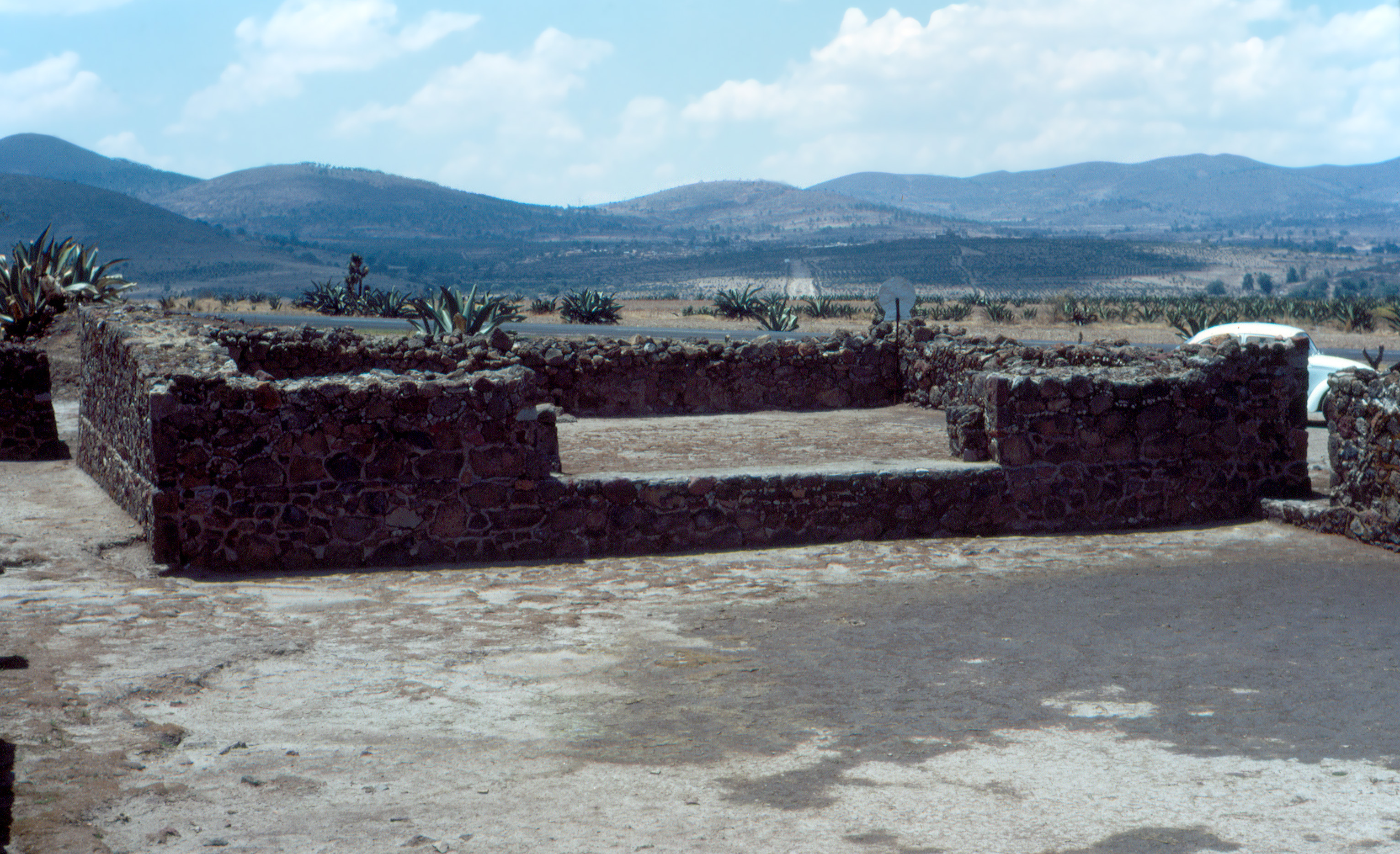
Tecoaque, ciudad prehispánica de la civilización teotihuacana.

Calpulalpan se centró en grupos prototeotihuacanos. Los centros mayores o pueblos de ocupación teotihuacanos durante esta subfase temprano, fueron Los Cerritos o las colinas de Calpulalpan, sitio ubicado hacia el sudeste del poblado del mismo nombre. En la subfase tardía destacaría la ciudad de Tecoaque, situada a escasos 6 kilómetros al oeste del actual Calpulalpan; destaca otro pueblo grande al noroeste del cerro de San Nicolás, conocido como Los Cerritos de San Nicolás, así como otros asentamientos menores.

### Colonia española
Los moradores de Calpulalpan descendientes de los arquitectos que construyeron y soñaron a Teotihuacán, de los herederos de los dioses en Tula de Allende, y de los chichimecas, que con Nezahualcóyotl habían humanizado la naturaleza a través de la poesía, no aceptaron el trabajo forzado de los encomenderos españoles y se refugiaron en la sierra de los volcanes. Calpulalpan no solo sufrió la falta de alimentación y la desnutrición de la vida nómada a la que ya no estaban acostumbrados, sino padeció las enfermedades que trajeron los conquistadores, entre ellos la viruela que diezmó la población. Los frailes lograron que en 1525 el virrey Antonio de Mendoza y Pacheco concediera una merced a la comunidad del pueblo de Calpulalpan, consistente en dos sitios de estancia para ganado mayor, y otros seis de estancia para ganado menor.

### Independencia de México

Anexión de Calpulalpan a Tlaxcala en 1871.

La invasión napoleónica a España fue conocida en Calpulalpan durante 1808, causando inquietud entre sus habitantes. Los acontecimientos del 15 de septiembre de 1810 en Dolores Hidalgo fueron como un eco que se extendió a lo largo y ancho de la geografía nacional. Calpulalpan no fue la excepción. Para 1811 don Mariano Aldama llegó a Calpulalpan, haciendo un recorrido hasta Zacatlán a fin de organizar la insurgencia. Calpulalpan se unió a Tlaxcala, obligando el gobierno de este último a pagar la deuda pública del estado de México que se reportaba hasta el 29 de abril de 1868.

### El porfiriato
Las encomiendas otorgadas por Hernán Cortés a sus soldados en Calpulalpan, fueron el embrión de la formación de enormes latifundios que se transformarían en haciendas cerealeras y pulqueras, además de madereras durante el porfiriato, mismas que al conectar Calpulalpan con los ferrocarriles Interoceánico y Mexicano, abrió el mercado del Altiplano de México a su producción. Calpulalpan motivó la apertura de tiendas con nombres cosmopolitas como «La Ciudad de Buenos Aires», propiedad de la familia Pintor y «La Gran Sociedad», de don Darío Félix. Expendían todo, como en botica.

### Revolución mexicana
El ocaso de las haciendas en Calpulalpan comenzó con la Revolución mexicana. La primera restitución ejidal ocurrió el 24 de octubre de 1915, dada en Querétaro por el presidente Venustiano Carranza, y siendo secretario de Agricultura y Fomento el ingeniero Pastor Roaix, quienes firmaron la restitución del predio conocido como Hacienda de Coesillos.
Desde 1914, sin mayor trámite, el general Domingo Arenas había dado posesión a los campesinos de Calpulalpan del predio citado. Pero la contrarrevolución montada en la Comisión Nacional Agraria la había declarado ilegal, y había devuelto el predio a los usurpadores.

### Época contemporánea
El 21 de mayo de 1937 Isidro Candia, gobernador de Tlaxcala, decreta que la Villa de Calpulalpan sea elevada al rango de ciudad. La electricidad fue introducida a Calpulalpan mediante una planta propiedad del general Ernesto Ortiz, cuyas instalaciones se localizaba en el cine Ignacio Mendoza. La plaza era iluminada por una caldera de carbón vegetal, que proporcionaba una luz muy débil a las calles de Calpulalpan. El servicio se proporcionaba de las 6 de la tarde a las 11 de la noche. Después se instaló una planta a base de diésel que por veinte años dio servicio a la población, propiedad del ejido 1936.

## Geografía

### Localización

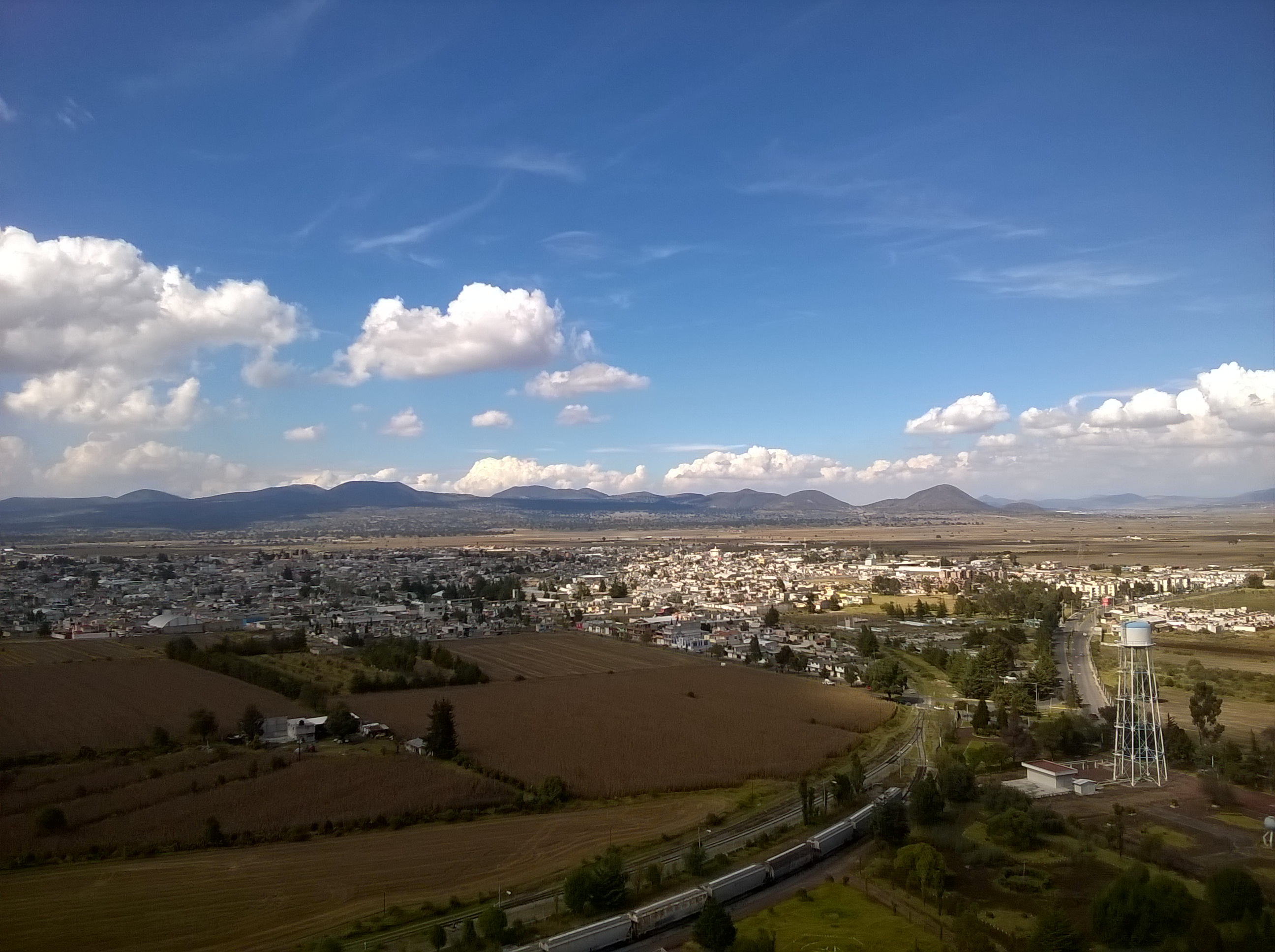
Vista panorámica de Calpulalpan en la región de los Llanos de Apam y Pie Grande.

Calpulalpan se encuentra en las coordenadas 19°35′13″N 98°34′06″O / 19.58694, -98.56833 en la región económica Poniente-Calpulalpan, y en la región geográfica de los Llanos de Apam y Pie Grande, ubicado en el altiplano central mexicano a una altitud de 2 589 metros sobre el nivel del mar.

### Distancias
Se encuentra a una distancia de 70 km de la Ciudad de México, 61 km de Tlaxcala, 99 km de Puebla, 318 km del puerto de Veracruz, 448 km de Acapulco, 155 km de Cuernavaca, 949 km de Monterrey, 548 km de Guadalajara, 2 812 km de Tijuana, 1 558 km de Cancún, 1 260 km de Mérida, 256 km de Querétaro, 534 km de Aguascalientes, 2 638 km de Mexicali, 1 467 km de Chihuahua, 76 km de Zacatelco, 86 km de Huamantla, 58 km de Apizaco, 73 km de Tlaxco, 66 km de Santa Ana Chiautempan y 88 km de San Pablo del Monte.

### Extensión
De acuerdo con la información del Instituto Nacional de Estadística, Geografía e Informática, el municipio de Calpulalpan tiene una superficie de 254.82 kilómetros cuadrados, de los cuales 9.88 km corresponden a la ciudad de Calpulalpan, aproximadamente.

### Flora
La flora está principalmente por bosques de pino y oyamel; también hay especies de encinos, huejote, madroño, matorral, sabinos, cedro blanco, tejocote, zapote blanco, capulín, trueno, álamo blanco, casuarina y eucalipto.

### Fauna
Las especies que componen la fauna son: la liebre, la tuza, el conejo, el ratón de campo, la codorniz, el coyote, la víbora de cascabel, el tlacuache y el mapache.

### Clima
Tiene un clima semifrío húmedo, con un régimen de lluvias en los meses de abril a septiembre. El período más caliente es entre marzo y mayo. La temperatura promedio es de 22,2 °C la máxima, y la mínima de 5,9 °C. La precipitación es de 126,2 milímetros la máxima, y la mínima de 9,7 milímetros. De noviembre a febrero el clima es extremadamente frío, principalmente debido a los fenómenos meteorológicos que provocan temperaturas menores a los cero grados centígrados. Estos fenómenos llamados Frentes Fríos que su mayoría provienen de la zona norte de país se ven favorecidos por la orografía de la zona.

## Política

### Municipio de Calpulalpan

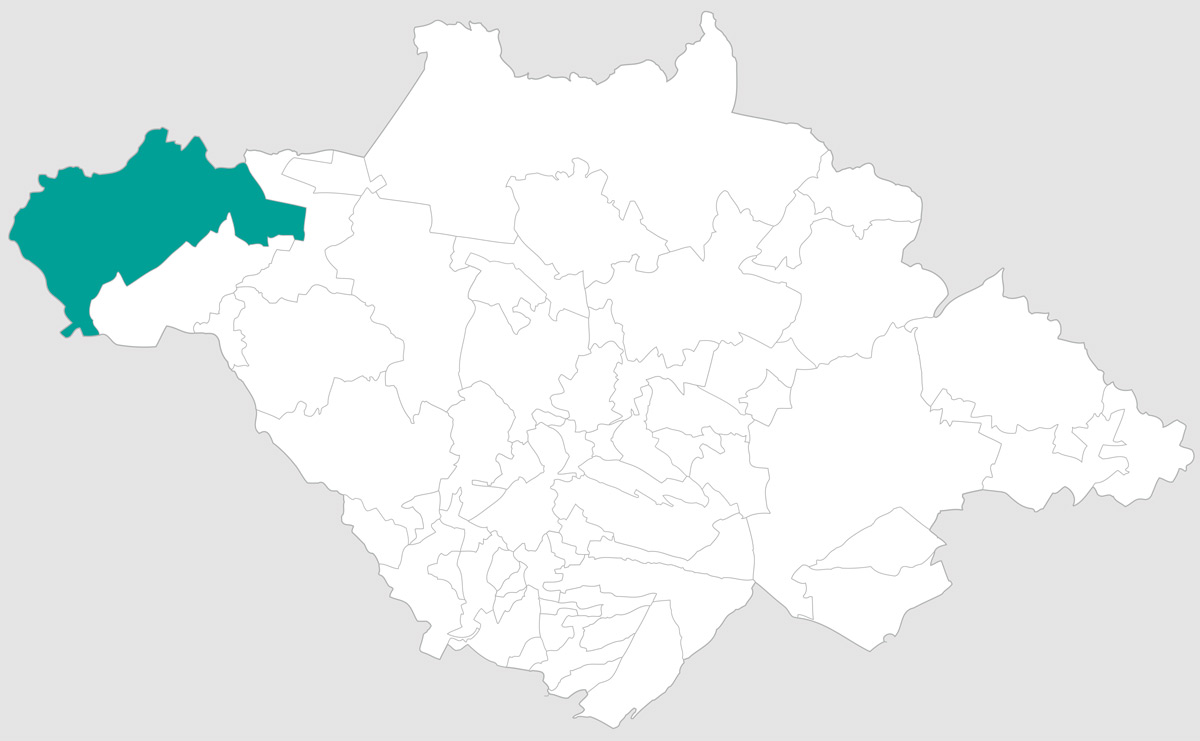
El municipio de Calpulalpan en el estado de Tlaxcala, según los límites del INEGI.

La ciudad de Calpulalpan es la cabecera municipal del municipio del mismo nombre, uno de los 60 municipios de Tlaxcala, mismo que se encuentra en el poniente del estado y ocupa una superficie total de 
254.82 km².
En el 2010, el municipio tenía una población de 44 807 habitantes, el 74.23 % de ellos está en la cabecera municipal y el resto en las localidades de Mazapa, San Felipe Sultepec, San Marcos Guaquilpan, Santiago Cuaula, La Soledad, etc.

### Administración
La autoridad municipal está constituida en un ayuntamiento, integrado por un presidente municipal, alcalde o primer edil, regidores y síndicos. El Presidente municipal actual es Edgar Peña Nájera, electo del Partido Alianza Ciudadana (PAC), para el periodo 2021-2024.

### Distritos electorales
- Distrito electoral local: Pertenece al distrito 01 con cabecera en la ciudad de Calpulalpan.[29]
- Distrito electoral federal: Pertenece al distrito electoral federal III con cabecera en Zacatelco.[30]

## Demografía

### Población
Conforme al Censo de Población y Vivienda 2010 realizado por el Instituto Nacional de Estadística y Geografía (INEGI) con fecha censal del 12 de junio de 2010, Calpulalpan contaba hasta ese año con un total de 33 263 habitantes, de dicha cifra, 16 070 eran hombres y 17 193 eran mujeres.
| Gráfica de evolución demográfica de Heroica Ciudad de Calpulalpan entre 1900 y 2017 |
| |
| Población de los censos y conteos del Instituto Nacional de Estadística y Geografía (INEGI) de 1900 a 2010. Población según proyecciones estimadas para 2017 por el Consejo Nacional de Población (CONAPO). |

## Servicios públicos

### Transporte y comunicaciones

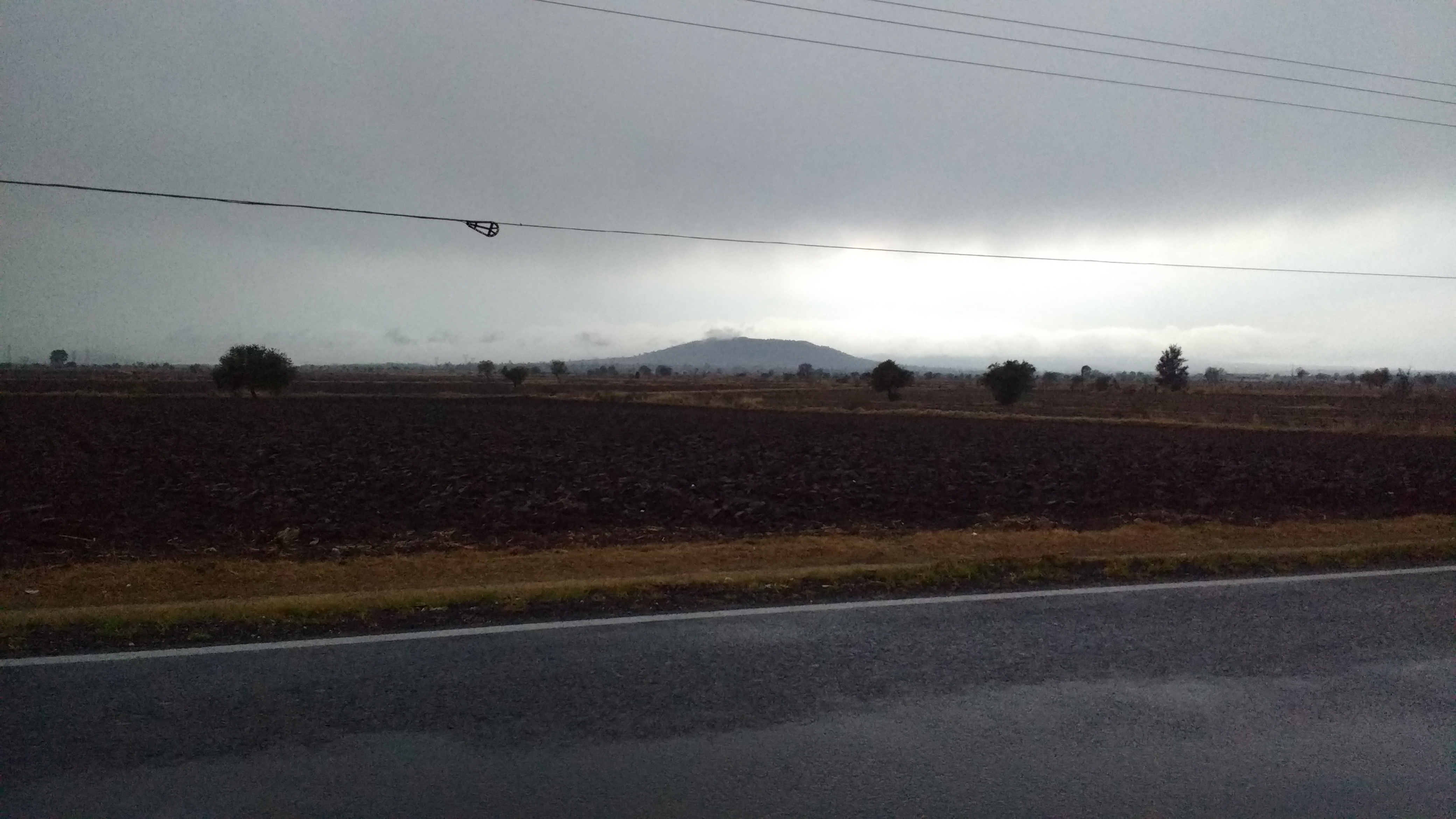
Carretera Calpulalpan-Texcoco

Las carreteras Calpulalpan-Texcoco, Calpulalpan-Apan y Calpulalpan-Apizaco constituyen la infraestructura vial de la ciudad, pues permiten realizar una distribución e intercambio de bienes y servicios a la Ciudad de México, la ciudad de Pachuca y el Puerto de Veracruz. La autopista Arco-Norte facilita el traslado diario de las economías provinciales, y de los mercados locales cercanos a la Zona metropolitana de Tlaxcala-Apizaco y la región metropolitana de la Ciudad de México.

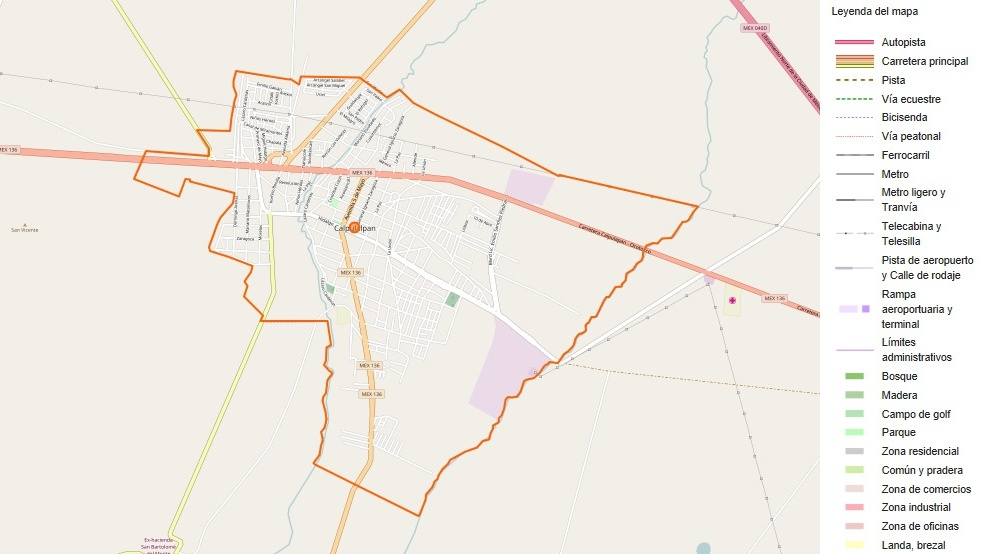
Delimitación y red vial de la ciudad.

### Educación
Calpulalpan tenía una población analfabeta de 1 424 personas mayores de 15 años en el 2010, por lo que el índice de alfabetización de la ciudad era de 68.05 % en este sector de la población, cifra que está por debajo de la media estatal de 90,15 %, y de la media nacional que era de 92,8 %.

#### Escuelas
Al año 2010, de acuerdo al censo efectuado por el INEGI y la secretaría de Educación Pública (SEP) se tenían registradas 21 escuelas de nivel preescolar, 23 de nivel primaria, 12 de nivel secundaria y 3 de nivel preparatoria en la educación pública, mientras que en le sector privado se contabilizaron 7 escuelas de nivel preescolar, 4 de nivel primaria, 1 de nivel secundaria y 1 de bachillerato.

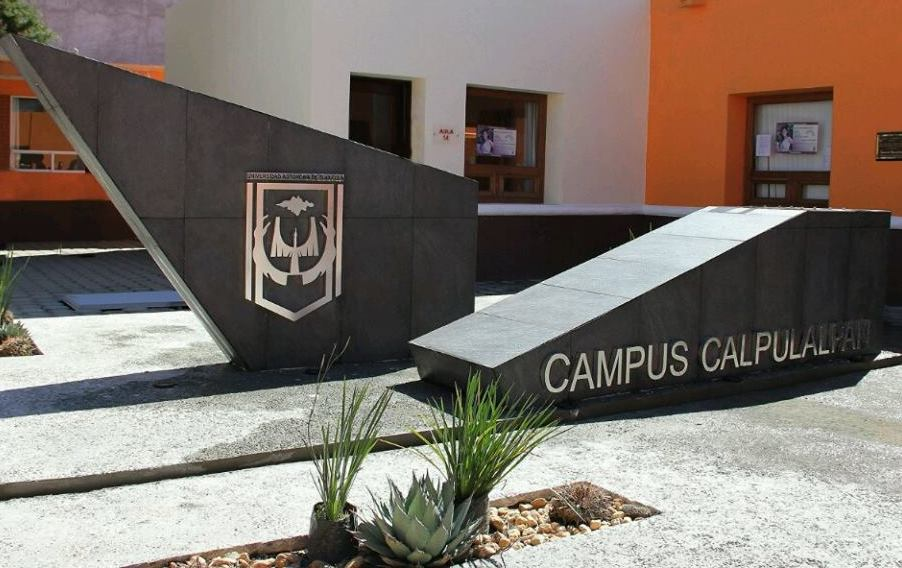
UAM, Campus Calpulalpan de la Universidad Autónoma de Tlaxcala.

La educación superior se ofrece a través de la Universidad Autónoma de Tlaxcala, en la Unidad Académica Multidisciplinaria (UAM) campus Calpulalpan.

### Salud
Durante el censo de 2010 realizado por el Instituto Nacional de Estadística y Geografía (INEGI), se registró una población derechohabiente a servicios de salud de 32 245, de los cuales 6 764 pertenecen al Instituto Mexicano del Seguro Social (IMSS), 1 419 acuden al Instituto de Seguridad y Servicios Sociales de los Trabajadores del Estado (ISSSTE), 23 684 pertenecen a los seguros proporcionados por Petróleos Mexicanos (PEMEX) o la Secretaría de Marina de México (SEMAR), 95 al Seguro Popular y 509 acuden a otras instituciones o instituciones privadas de salud.

### Agua y electricidad
Los servicios públicos son agua potable, drenaje y electricidad; la disponibilidad de estos servicios en la ciudad es parcialmente escasa. El servicio de agua potable, drenaje y alcantarillado está a cargo de la Comisión de Agua Potable y Alcantarillado del Municipio de Calpulalpan (CAPAMC), mientras que la Comisión Federal de Electricidad (CFE) se encarga de la electricidad y alumbrado público.

### Medios de comunicación
En cuanto a medios de comunicación, cuenta con Internet, red telefónica y telefonía celular. La señal de televisión, llega por señales de cable y abierta como Televisa y TV Azteca, cuenta con una señal de televisión local denominada «TV de Calpulalpan», en la que se transmiten programas informativos, programas deportivos y distintos eventos que se llevan a cabo en la región; también recibe la señal del canal estatal dependiente de la Coordinación de Radio Cine y Televisión (CORACYT). La señal radiofónica de la ciudad es Radio Calpulalpan 94.3 FM, donde se transmiten noticieros y programas de entretenimiento propios y cubre la mayoría de las comunidades del municipio en su totalidad.

## Patrimonio cultural

### Patrimonio ferrocarrilero
En 2010 el Instituto Nacional de Antropología e Historia (INAH) decretó a las antiguas estaciones ferroviarias «Calpulalpan», «Mazapa», «Contadero» y «Nanacamilpa» como Patrimonio ferrocarrilero. La estación «Calpulalpan» con registro INAH 290060010062, fue una estación ferroviaria de la ruta San Lorenzo-Puebla-Oriental, construida por el Ferrocarril Interoceánico de México el 16 de abril de 1878. La antigua estación «Nanacamilpa» con registro INAH 290210010002, transitó por la ruta San Lorenzo-Puebla-Oriental, creada por el Ferrocarril Interoceánico de México. La estación «Mazapa» con registro INAH 290060080005, circuló por la ruta San Lorenzo-Puebla-Oriental, cimentada sobre la línea de Ciudad de México a Veracruz. La estación «Contadero» de inspección INAH 290060010063, atravesó la ruta San Lorenzo-Puebla-Oriental, tuvo una extensión de vía que alcazaba 108.1 kilómetros.

## Turismo

### Parroquia de San Antonio de Padua

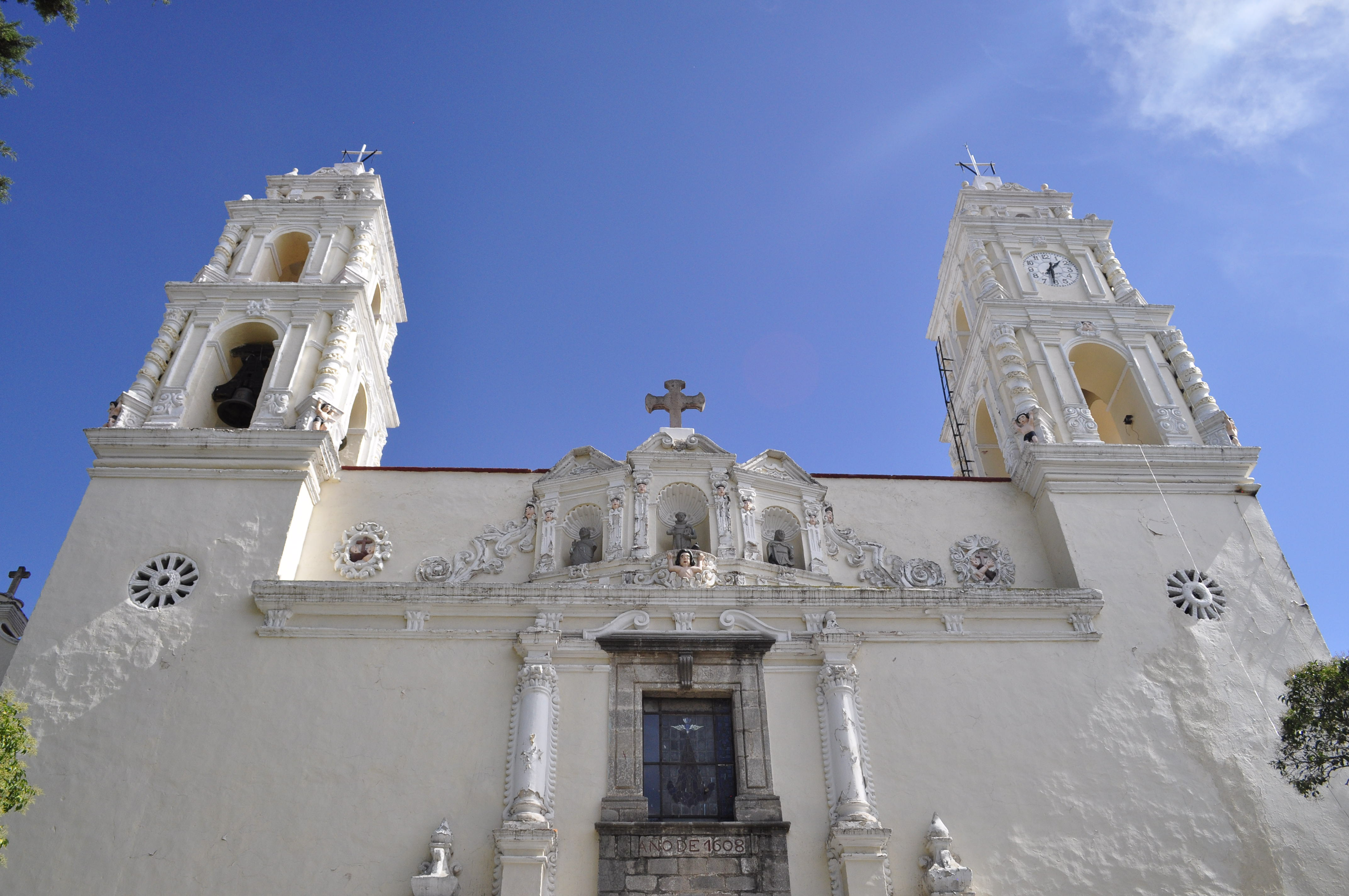
Parroquia de San Antonio de Padua.

La parroquia de San Antonio de Padua es una iglesia de estilo neoclásico, fue edificada hacia 1608. Con el paso del tiempo el altar comenzó ha deteriorarse por lo que fue remplazado a fines del siglo XVIII y principios del siglo XIX. El retablo original era barroco, tallado en oro, incluía pinturas al óleo y esculturas de madera en bulto, el que conserva en la actualidad fue fabricado a finales de 1930. En el interior se puede contemplar la forma en cruz latina. En 1915 sufrió un incendio provocado por el Ejército Constitucionalista de Venustiano Carranza mientras ocurría la Revolución Mexicana que destruyó el techo, imágenes y el retablo principal.

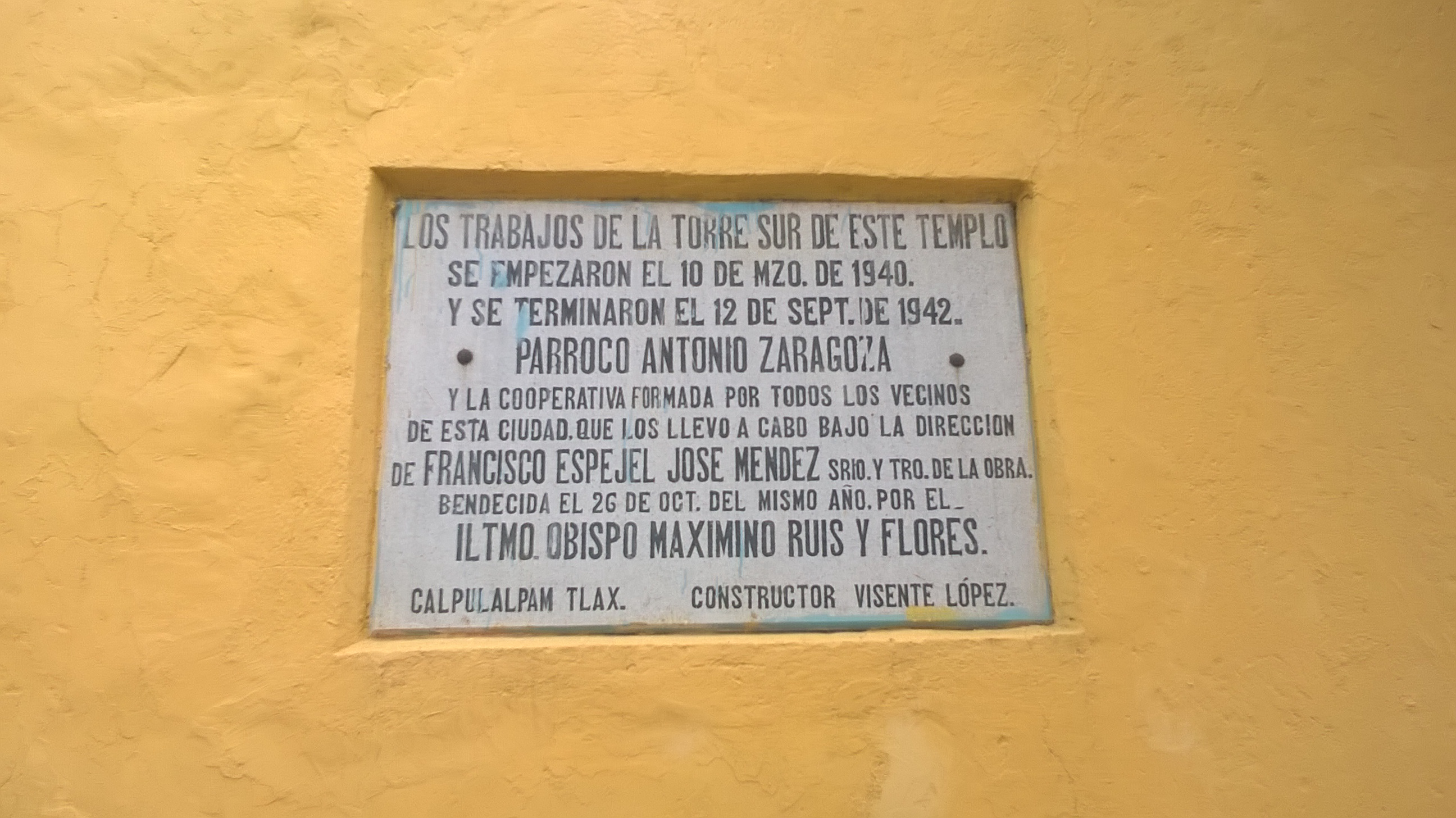
Placa de finalización de la iglesia de San Antonio

### Convento de San Simón y San Judas
El Convento de San Simón y San Judas sirvió como centro de acopio para la Orden Franciscana durante sus trayectos a Veracruz, este fue el primer edificio construido en la ciudad con registros previos a 1569. El convento consta de dos torres con tres cuerpos adornadas con columnas salomónicas de argamasa, de estilo barraco que remontan al siglo XVIII.
El claustro mantiene soportes de madera sobre basamentos de piedra de tipo toscano. Fue restaurado en 2015 por el gobierno estatal y municipal en conjunto con el Consejo Nacional para la Cultura y las Artes (CONACULTA) y el Instituto Nacional de Antropología e Historia (INAH), gracias al programa de fondo de apoyo a Comunidades para restauración de monumentos y bienes artísticos.

### Capilla de la tercera orden
La capilla de la tercera orden es de estilo neoclásico, reguarda en su interior retablos, altares así como esculturas antiguas de santos. Está construida a base ladrillos. El claustro es de dos plantas el cual se conserva casi intacto desde su edificación. Es la único capilla en Tlaxcala donde troncos gruesos de árboles se encuentran sosteniendo el piso de los corredores de la segunda planta y la techumbre del mismo nivel. Un portal construido en el siglo XVI, situado en el extremo sur funcionaba como recibidor donde se aprecia el convento en una de sus etapas iniciales de construcción.

### Zonas arqueológicas

#### Tecoaque

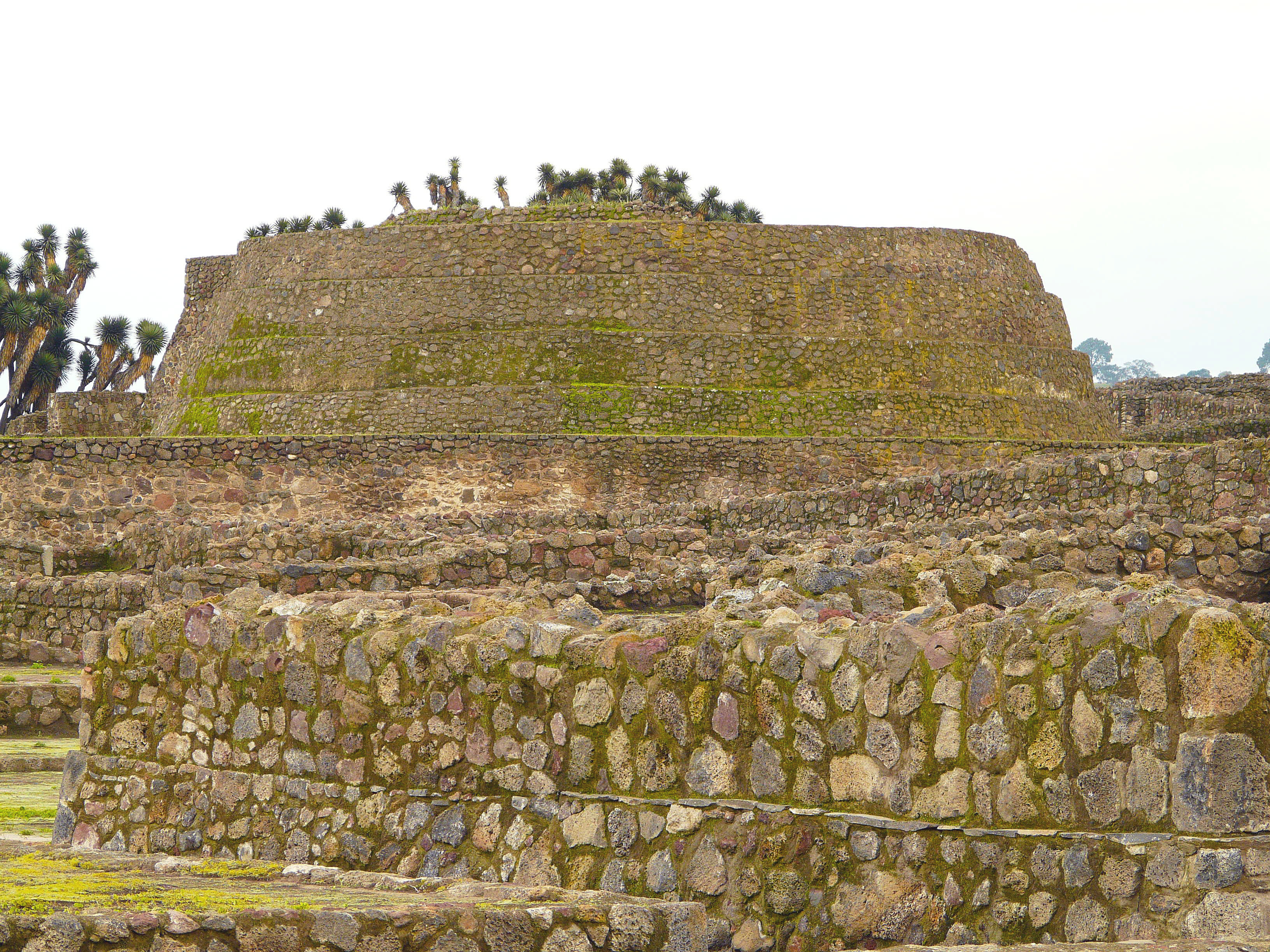
Zona arqueológica de Tecoaque.

Tecoaque es una zona arqueológica, el nombre es un término de la lengua náhuatl lo que se interpreta al idioma español como «Lugar en donde se comieron a los señores o dioses». Fue abierto oficialmente el 28 de noviembre de 2012, durante el sexenio del ex presidente, Felipe Calderón Hinojosa. El territorio tenía fronteras con la región Acolhua de la cuenca de México de la cual formaba parte. Durante su auge tuvo rutas comerciales con Teotihuacán, Texcoco y Tenochtitlán. La pirámide más importante es la dedicada al dios del viento, Ehécatl.

#### La Herradura
La zona arqueológica de «La herradura» tenía un área de plataformas piramidales y franjas habitacionales. Formó parte de la región teotihuacana de la era clásica mesoamericana, donde fue establecido un punto de manejo en las redes de intercambio y comercio de larga distancia. Fue abandonado aproximadamente hacia el año 250 derivado del colapso teotihuacano.

#### Los Cerritos
Los cerritos es la zona arqueológica más reciente encontrada, sus etapas constructivas pertenecieron a la cultura teotihuacana y posteriormente a la mexica. En 2017 iniciaron excavaciones por el Instituto Nacional de Antropología e Historia (INAH) junto con el ayuntamiento municipal de Calpulalpan donde fueron encontradas dos ofrendas, un templete de 2 metros con 60 centímetros de longitud y un tablero que contenía elementos policromos.

## Cultura

### Centro histórico

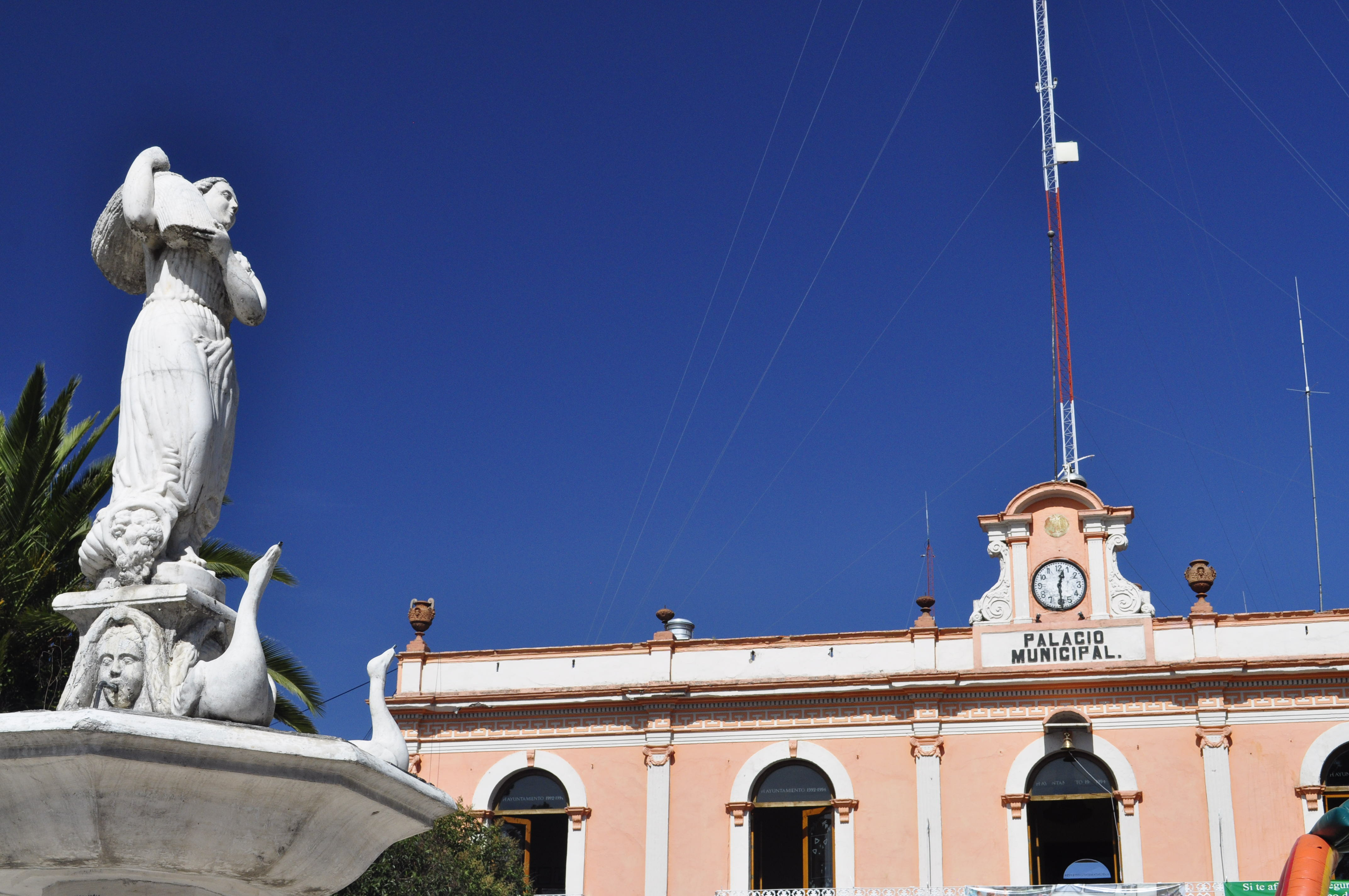
Palacio municipal en el centro histórico de Calpulalpan.

El centro histórico de Calpulalpan simplemente llamado «El Centro» es la zona de monumentos históricos de la ciudad, donde se encuentran edificaciones prehispánicas y coloniales abarcando una área de 0.793 kilómetros cuadrados formada por veintinueve manzanas que comprenden aproximadamente 64 edificios construidos entre los siglos XVI al XIX.
La zona de monumentos históricos de Calpulalpan fue decretada y aprobada por el expresidente Miguel de la Madrid el 11 de marzo de 1986 y publicada en el Diario Oficial de la Federación el 3 de abril del mismo año.

### Centro cultural
El centro cultural Calpulalpan es una institución pública del Instituto Tlaxcalteca de la Cultura (ITC) integrada en la red de casas y centros culturales del Sistema de Información Cultural (SIC). Abrió sus puertas el 16 de octubre de 1986. En 2013 se registró una asistencia mensual de 300 personas lo que equivale a 1 500 visitantes al año. Tuvo una reinauguración el 29 de enero de 2014 por parte del director del Instituto Tlaxcalteca de la Cultura (ITC), Willebaldo Herrera Téllez. La remodelación estuvo a cargo del gobierno del ex gobernador, Mariano González Zarur.

### Bibliotecas
Calpulalpan cuenta con nueve bibliotecas públicas entre las que destacan la biblioteca pública regional Calpulalpan, la biblioteca pública municipal de Francisco Sarabia, la biblioteca pública municipal Antonio Camacho y la biblioteca pública municipal Octavio Paz.

### Museos

#### Museo de Tecoaque
El Museo de Sitio de la zona arqueológica de Sultepec-Tecoaque es una institución pública donde es exhibida la cultura teotihuacana y acolhua. En él se presentan aproximadamente 200 piezas y gráficos esparcidos en tres módulos temáticos. Fue abierto al público el 28 de noviembre de 2012.

### Monumentos

#### Fuente Carlos García Yáñez
La fuente Carlos García Yáñez fue cimentada hacia 1892. A lo largo del tiempo estuvo deteriorada y abandonada por lo que en julio de 2016 el gobierno municipal bajo la supervisión del Instituto Nacional de Antropología e Historia (INAH), la fuente tuvo una reconstrucción para la preservación de los monumentos históricos de la ciudad.

#### Fuente del soldado
La fuente del soldado también conocida como «Fuente Hidalgo» fue construida en 1881, su inauguración estuvo a cargo de Luis C. Gonzales y Jesús Jiménez.

#### Monumento a las madres

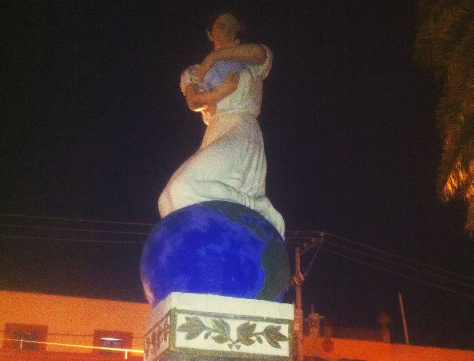
Monumento a las madres.

El monumento a las madres es una escultura realizada en 1949 por iniciativa de Salomón Gracia. La estatua fue fabricada gracias a fondos recaudados por ciudadanos que organizaban rifas, bailes populares y eventos sociales. Fue remodelado en 2014 por Pedro Avelino Alcántara, de a cuerdo a las normas establecidas por el Instituto de Antropología e Historia (INAH).

### Fiestas

#### Feria de Calpulalpan
La Feria de Calpulalpan también nombrada Feria patronal a San Antonio, es una festividad celebrada anualmente en honor a San Antonio de Padua, que se lleva a cabo entre el 3 y 18 de junio., siendo el 13 de junio el día de la fiesta patronal.La feria es desarrollada a través de eventos religiosos, quema de pirotecnia, charreadas, torneos deportivos, espectáculos en teatro del pueblo, conciertos y juegos mecánicos.

### Aniversarios

#### Anexión de Calpulalpan
La anexión del territorio de Calpulalpan al estado de Tlaxcala ocurrió en 1871, cedido por el Estado de México como pago de su deuda pública. Fue integrado a Tlaxcala el 16 de octubre de 1874 estableciéndose así como una festividad estatal. En 2016 se celebró el 142 aniversario, decretando a la ciudad de Calpulalpan como capital estatal por un día para su conmemoración.

## Personas notables
Entre los calpulalpenses destacados se encuentran:
- Marcelino Cobos (Militar)

## Relaciones públicas
La ciudad de Calpulalpan tiene Hermanamientos con 6 ciudades alrededor del mundo
- México Pahuatlán (2014)[85][84]
- México Xicotepec (2014)[86]
- México Naupan (2014)[85][87]
- México Juan Galindo (2014)[88]
- México Chignahuapan (2015)[89]
- México Texcoco (2016)[90]